# Quasi-Park Narodowy Echigo-Sanzan-Tadami
Quasi-Park Narodowy Echigo-Sanzan-Tadami (jap. 越後三山只見国定公園) – quasi-park narodowy na Honsiu (Honshū), w Japonii.
Park obejmuje tereny usytuowane w dwóch prefekturach: Fukushima oraz Niigata, o łącznym obszarze 861,29 km².. Na terenie parku znajdują się m.in.: zapora i jezioro Okutadami, tama i jezioro Tagokura oraz trzy góry Echigo (Echigo-sanzan): Koma-ga-take (2 003 m), Naka-no-dake (2 085), Hakkai-san (1 778). 
Park jest klasyfikowany jako chroniący obszar dzikiej przyrody (kategoria Ib) według IUCN.
Obszar ten został wyznaczony jako quasi-park narodowy 15 maja 1973. Podobnie jak wszystkie quasi-parki narodowe w Japonii, jest zarządzany przez samorząd lokalny prefektury.